# بوبي بروكس
بوبي بروكس (بالإنجليزية: Bobby Brooks)‏ هو لاعب كرة قدم أمريكية أمريكي، ولد في 3 مارس 1976 في فاليجو في الولايات المتحدة.